# Елгозино
Елго́зино — деревня в Клинском районе Московской области России.
Относится к сельскому поселению Петровское, до муниципальной реформы 2006 года — центр Елгозинского сельского округа. Население — 705 чел. (2010).

## Население
| 1852 | 1859 | 1890 | 1926 | 2002 | 2006 | 2010 |
| ---- | ---- | ---- | ---- | ---- | ---- | ---- |
| 454  | ↘427 | ↗548 | ↘519 | ↗742 | ↘723 | ↘705 |

## География
Расположена в юго-западной части района, на автодороге Р107 Клин — Лотошино, примерно в 22 км к юго-западу от города Клина, между реками Ольховкой и Вельей бассейна Иваньковского водохранилища.
В деревне 5 улиц — Владимировка 1-я, Владимировка 2-я, Дорожная, Колхозная и Парковая, зарегистрировано 2 садовых товарищества. Связана автобусным сообщением с районным центром. Ближайшие населённые пункты — деревни Пупцево и Парфенькино.

## Образование
В деревне располагается одна средняя общеобразовательная школа и одно отделение дошкольного образования:
МОУ Елгозинская средняя общеобразовательная школа
МБДОУ Детский сад №54 "Малинка"

## Исторические сведения
На межевом плане 1784 года обозначена как Елбузино.
В «Списке населённых мест» 1862 года Елгузино — владельческая деревня 2-го стана Клинского уезда Московской губернии по Волоколамскому тракту, в 27 верстах от уездного города, при прудах, с 72 дворами и 427 жителями (222 мужчины, 205 женщин).
По данным на 1890 год входила в состав Петровской волости Клинского уезда, число душ составляло 548 человек.
В 1913 году — 109 дворов и земское училище.
По материалам Всесоюзной переписи населения 1926 года — центр Елгозинского сельсовета Петровской волости, проживало 519 жителей (239 мужчин, 280 женщин), насчитывалось 114 хозяйств, среди которых 107 крестьянских.
С 1929 года — населённый пункт в составе Клинского района Московской области. В 1995-2006 годах — центр Елгозинского сельского округа.